# Adustina
Adustina is een gemeente in de Braziliaanse deelstaat Bahia. De gemeente telt 15.448 inwoners (schatting 2009).

## Aangrenzende gemeenten
De gemeente grenst aan Antas, Coronel João Sá, Fátima, Paripiranga, Sítio do Quinto en Poço Verde (SE).